# 相振り飛車
相振り飛車（あいふりびしゃ）は、将棋の戦法・戦型の一つで、二人の対局者が共に振り飛車にするもの。

## 概要
| 9  | 8  | 7  | 6  | 5  | 4  | 3  | 2  | 1  |    |
| 香 | 桂 | 銀 | 金 |    | 金 | 銀 | 桂 | 香 | 一 |
|    |    | 王 |    |    |    | 飛 | 角 |    | 二 |
| 歩 | 歩 | 歩 | 歩 | 歩 | 歩 |    | 歩 | 歩 | 三 |
|    |    |    |    |    |    |    |    |    | 四 |
|    |    |    |    |    |    | 歩 |    |    | 五 |
|    |    | 歩 | 歩 |    |    |    |    |    | 六 |
| 歩 | 歩 | 角 | 銀 | 歩 | 歩 | 歩 | 歩 | 歩 | 七 |
|    | 飛 |    |    |    |    |    |    |    | 八 |
| 香 | 桂 |    | 金 | 玉 | 金 | 銀 | 桂 | 香 | 九 |

両対局者が振り飛車党の場合に発生しやすいが、相居飛車のような展開になりやすいことから、居飛車党が振り飛車党相手に採用することもある。一方で振り飛車党の中でもこの戦形を避けて相手が振り飛車にした際に自分は居飛車を指す棋士も多い。
両対局者が互いに振り飛車にしないと発生しない戦型なので、定跡化が遅れており、未知の要素が多いともいえる。
2000年以降の相振り飛車の特徴として、ひとつには▲7六歩△3四歩▲6六歩で△3三角という出だしが増えてくる。4手目△3三角では、以前は△3二飛が主流であった。この△3三角は向かい飛車にする狙いで、棋士の中には取り入れる者もいたという程度であったが、その後△3二飛と人気を二分するほどになるほど、後手のオープニングに変化が起こり始める。
他には棋士が指す相振り飛車における先手の一番人気は向かい飛車であるが、次には四間飛車であった。これは流行している現代将棋のひとつに角交換の将棋がある。一手損角換わりなど角交換型の将棋が見直され、さらに横歩取り8五飛戦法など、角交換から戦いが始まる戦法が大流行し、この影響から相振り飛車で先手が▲6六歩と角道を止めるのを見て、後手が飛車を振る戦術が用いられていく。こうすると先手だけ角道が止まっており、先手はどこかで▲6五歩と突きたいが、この歩を突くと相手からの角交換になりやすい。さらに角交換したとき、角打ちのスキがない形にしたいとし、中飛車や三間飛車に比べてそのスキが少ないのが向かい飛車と四間飛車ということとなる。角打ちに最も強いのが向かい飛車、次いで四間飛車となり、藤井猛によると三間飛車が一番角打ちに注意しなければいけない振り場所という。
こうした事情があるため、相振り飛車の人気は1990年代には向かい飛車と四間飛車に集中するが、どうせ飛車を振るなら相手玉に近いほど有利という考えもあり、一番人気が向かい飛車、次が四間飛車となっている。
また向かい飛車であれば先手の囲いの制限が可能な点もあり、たとえば後手ならば次に△2二飛から2四歩～2五歩とスムーズに飛車先を伸ばすことが可能である。したがって先手の囲いを矢倉に限定できることになる。一歩交換に乗じて矢倉に組み上げるのと、自らこれを構築するのでは、手間がまるで違ってくる。そして相手の囲いが先にわかるということは、攻撃形を構築しやすいということでもある。
このような理由から、4手目△3三角（＋向かい飛車）の場合は、先手矢倉対後手美濃囲い、または相矢倉の対抗形になることが多くなる。
一方、相振り飛車の三間飛車は2010年代から角道を止めずかつ機動力を活かした攻め筋が発見され始め、お互いが角道を止めない三間飛車にする将棋も多くなっていった。
相三間飛車になれば、先手からみて4六歩や3八銀で美濃囲いを目指す、2八銀の金無双、7六飛と浮き飛車にする、2010年代後半から現れた3八玉などが指されている。
そして4六歩と突く形に対しては、2018年度の升田幸三賞の候補に挙がった阿部健治郎考案の阿部健流と呼ばれる構想がある。
先手の4六歩は4七金型にして3筋の交換を防ぎ、美濃囲いを目指す狙いがあるが、そこで後手から☖8八角成☗同銀☖2二銀といきなり角交換するのが、阿部健流の構想である。ここから例えば先手が7七銀とすると☖6五角で後手優勢になるので、☗4六歩と突いた先手はしばらく玉形を整備することになるが、その間に後手は金無双にして☖3三銀〜2二飛と攻撃陣を急ぐのが狙いの構想である。
形勢判断としてはこれからの将棋であるが、後手番ながら主導権が握りやすいのが魅力である。
相三間飛車で先手3八玉、後手7二玉とする組み方も試されているが、このメリットは金無双や美濃、矢倉そして穴熊などの含みを残していることである。
以下☖3六歩☗同歩☖同飛☗3七歩☖3四飛に☗7四歩と決戦に進んだ将棋がしばしば指されている。
類似の局面として、平成27年2月の順位戦C2組、☗門倉啓太vs☖宮本広志戦があるが、先手が☗7六飛と浮いてから☗7四歩と交換した関係で先後が入れ替わる。ここで後手が☖3六歩。
以下☗3六同歩に、☖8八角成☗同銀☖5五角☗7七角☖1九角成☗1一角成☖2九馬☗2一馬☖1九馬☗3八銀☖2五桂☗2九桂☖3四飛と進めた。以下☗3五香には☖1四飛から2二香などがある。
この後手が進めた☖3六歩（先手ならば☗7四歩）から角交換しての5五角は、相三間飛車では現れやすい決戦策である。
この他に、平成28年１月の朝日杯将棋オープン戦、▲藤井猛vs△戸辺誠戦で、後手の戸辺が3筋の歩交換から△3四飛と浮き飛車に構えると、先手の藤井は▲2二角成から▲4八金として、5六角の筋を見せて相手の右銀を使いづらくするとともに▲7四歩から5五角を見据える指し方をみせた。
▲7六歩△3四歩に▲6八飛とする先手角道オープン四間飛車に対して後手が△3五歩や2四歩として相振り飛車に誘導する指し方も2000年以降指されている。
2四歩は角交換になっても損がない手であり、早くの▲2八銀などならば、場合によっては後手は居飛車＋銀冠にする含みもある。
3五歩ならば先手はここで▲2二角成△同銀▲8八銀とし、お互いが向かい飛車に振り直して戦う指し方が多くみられたが、平成27年8月の朝日杯オープン戦、▲室岡克彦vs△藤井猛戦のように居玉にしておいて相手からの速攻を牽制しつつ攻撃体制を進める指し方に誘導すると、先手の得が見出だしにくくなった。
3五歩に対する先手の他の指し方として、▲3八金もある。以下△3二飛とするならばそこで角交換から▲6五角を狙う手があるので、後手は△4四歩と角道を止めて三間飛車にすることになるが、先手も形を早くに決めてしまう嫌いもある。
▲7六歩△3四歩に▲6八飛もしくは▲7五歩に△1四歩も良く指されている。これは相振り飛車と居飛車を含みにする手で、相振り飛車はそのような駆け引きの末に現れることも多い。
相振り飛車では中飛車は少し分が悪いとされていた。これは相手の攻撃陣形が四間～向かい飛車であると、自陣が玉頭に来るのに対し、中飛車であると自分の攻撃陣形が相手の玉から遠いため、勝ちづらいとされてきたからである。ところが居飛車の構えで駒組を進め、相手が四間飛車や向い飛車に対して飛車を5筋に移動させる英春流や、中飛車左穴熊をはじめ、玉を左に囲う中飛車の戦い方の発見から、中飛車での相振り飛車も見直されてきた。左玉中飛車の相手は穏やかに美濃や穴熊に囲う指し方もあるが、左辺の囲いを十分に組ませないようにする駆け引きも様々に行われている。
平成31年４月の王将戦一次予選▲今泉健司vs△谷川浩司戦では、先手今泉が7九金からエルモ囲い、後手谷川も三間飛車3四飛型から△7四歩～7三銀、さらに玉を4二に移動させて飛車を地下鉄飛車から8筋に展開する含みをみせている。

| 9  | 8  | 7  | 6  | 5  | 4  | 3  | 2  | 1  |    |
| 香 | 桂 |    |    |    |    |    | 桂 | 香 | 一 |
|    | 銀 | 王 | 金 |    |    |    |    |    | 二 |
|    | 歩 | 歩 | 歩 | 金 |    | 角 |    |    | 三 |
| 歩 |    |    |    | 歩 | 銀 |    | 飛 | 歩 | 四 |
|    |    |    |    |    | 歩 | 歩 |    |    | 五 |
| 歩 |    | 飛 | 歩 | 歩 |    |    |    | 歩 | 六 |
|    |    | 角 | 銀 | 金 | 歩 | 歩 | 歩 |    | 七 |
|    |    |    |    |    | 金 | 玉 | 銀 |    | 八 |
| 香 | 桂 |    |    |    |    |    | 桂 | 香 | 九 |

平成25年１月の朝日杯オープン戦▲菅井竜也vs△丸山忠久戦では、後手向かい飛車から2四歩～2五歩に対し、先手は2八飛に振り直し、居飛車穴熊に組んで快勝する。
2010年代後半からはこの形を巡って早くに駆け引きが行われることも増えている。例えば、すぐに飛車を振らずに左銀を4三等に進めて様子をみて、先手の出方によって飛車を振るか、居飛車にするかを選ぶ作戦とするなどである。
平成31年2月の順位戦B2、▲北浜健介vs△田村康介戦では、先手は3八銀～4六歩で居飛車でも振り飛車でも対応しやすい形を目指し、後手は6二銀で居飛車を明示したかと思えば7四歩～7三銀～2二飛で相振り飛車に転じている。先手はそれをみてから玉を左ではなく4八から美濃に納めている。
相振り飛車は古くから指されており、大橋宗桂対本因坊算砂戦（大橋家文書、三代目宗桂が記したとされる慶長十年（1605年）12月24日、江戸城本丸、七番のうち二番目（ただし先手の歩兵が1枚足りていない。明暦年間『古名人勝負手合帳』より）で既に出現。戦型は先手大橋が▲7七角型石田流で、後手本因坊が△2四に浮いた向かい飛車。つまりこの時点ですでに石田流の7六飛型が指されていたほか、参考図のように金無双がこのときすでに指されている。

## 相振り飛車の戦型
振り飛車には、中飛車・四間飛車・三間飛車・向かい飛車の4つがあるため、相振り飛車の戦型は飛車を振る筋の組み合わせによって多様なものとなる。
四間飛車
もっとも採用数が多い振り飛車である四間飛車も、相振り飛車でしばしばみられる。金無双主流時代には、使い勝手の悪さから相振り飛車では少数派であった。
但し、矢倉囲い相手には相性が良いため、囲いを確認の上に振り直す例は少なくない。
三間飛車
後手側での採用例が多い、相振り飛車の代表格戦型の一つ。金無双主流時代には石田流に組むのが一般的であったが、矢倉囲い相手には相性が悪く、現在は引き飛車が主流となっている。
なお、現在は穴熊囲いとの組み合わせでの後手側の採用例が多い。
向かい飛車
先手側での採用例が多い、相振り飛車の代表格戦型の一つ。金無双主流時代には浮き飛車に組んでいたが、現在は引き飛車が主流となっている。
バランスが良い戦型である為に、後手側も向かい飛車で挑む例もあるが、矢倉戦法と同じく千日手に陥る危険性が高い欠点を抱えている。
中飛車
初期状態に玉将が居る5筋に振るシンプルなコンセプトの戦型。
対抗型の戦法としては有力であるが、相振り飛車では分断された戦型に陥りやすいという欠点があるとされる。また、この点を意識して先手の中飛車に対して後手が相振りに持ち込む、という戦型もある。
近年では、玉を左側に持っていく「中飛車左穴熊」という指し方もある。

### 相中飛車
相振り飛車において中飛車については、先手後手両者とも中央に飛車を振って中飛車にする相中飛車というのがあり、ほかの相振り飛車戦型と比較するとお互いが中央での勢力拮抗つまりイーブンという特殊な戦型であり、非常に独特の戦術とみなされる。これは相振り飛車ではできるだけ玉に近く迫っている向かい飛車や三間飛車に構えたほうが有利であるとみなされているためで、またお互いの飛車が中央で向かい合うので、中央からの仕掛けが成立することはないなど攻め口が少なく、千日手になりやすいこともあって、プロ棋戦では相中飛車の実戦例は数例みられる程度で非常に少なく、アマチュア将棋独特のものである。

| 9  | 8  | 7  | 6  | 5  | 4  | 3  | 2  | 1  |    |
| 香 | 桂 |    |    |    |    |    | 桂 | 香 | 一 |
|    | 王 | 金 | 金 | 飛 |    |    |    |    | 二 |
|    | 歩 |    | 銀 | 銀 | 歩 | 角 | 歩 |    | 三 |
| 歩 |    | 歩 | 歩 | 歩 |    | 歩 |    | 歩 | 四 |
|    |    |    |    |    |    |    |    |    | 五 |
| 歩 |    | 歩 | 歩 | 歩 | 歩 |    |    | 歩 | 六 |
|    | 歩 | 角 | 銀 | 銀 |    | 歩 | 歩 |    | 七 |
|    |    |    |    | 飛 | 金 | 金 | 玉 |    | 八 |
| 香 | 桂 |    |    |    |    |    | 桂 | 香 | 九 |

もともと居飛車対振り飛車の対抗形において居飛車側が中央に飛車を移動させて振り飛車側の中央からの攻めに対処したり、反撃したりする指し方は以前からあった。そしてアマチュア棋戦では中飛車党同士であると、しばしば戦型は必然的に相中飛車という戦型になることもある。またインターネット対局などで一方が対中飛車に自信がない場合に、その場しのぎで相中飛車にする場合などもみられる。
江戸時代の棋書では、原喜鶴 撰『将棊図彙考鑑』で「定跡駒組中飛車」として、相中飛車の戦型が紹介されている。
プロ棋戦では非常にまれなため、杉本昌隆『これが決定版！相中飛車徹底ガイド』（2017年、マイナビ将棋BOOKS）にあるコラム(1)によると、同著を刊行するにあたって自身が主催する教室の生徒に対局をしてもらってデータや実績を集めている。これによれば、相中飛車戦では囲いは相美濃が圧倒的に多いとしている。杉本はプロ同士ならば持ち時間もあってバランスを重視することから金無双が多くなるとみている。同書では第1章～第3章は、相美濃の戦い、第4章では他の囲い方を扱っている。相手が囲いを後回しにして端歩を先に伸ばし、どのような囲いをするか分からない場合は、端歩よりも飛車先つまり相手玉頭の歩突きを優先して指すのが無難である。
杉本の著書では、基本的に端歩は突き越しにしている。また、基本図までの指し手順は先手初手を▲5六歩、後手の2手目を△3四歩としており、以下▲5八飛△5四歩に5手目に▲7六歩、6手目に△5二飛としている。
| 9  | 8  | 7  | 6  | 5  | 4  | 3  | 2  | 1  |    |
| 香 | 桂 | 銀 | 金 | 王 | 金 | 銀 | 桂 | 香 | 一 |
|    |    |    |    | 飛 |    |    | 角 |    | 二 |
| 歩 | 歩 | 歩 | 歩 |    | 歩 |    | 歩 | 歩 | 三 |
|    |    |    |    | 歩 |    | 歩 |    |    | 四 |
|    |    |    |    |    |    |    |    |    | 五 |
|    |    | 歩 |    | 歩 |    |    |    |    | 六 |
| 歩 | 歩 |    | 歩 |    | 歩 | 歩 | 歩 | 歩 | 七 |
|    | 角 |    |    | 飛 |    |    |    |    | 八 |
| 香 | 桂 | 銀 | 金 | 玉 | 金 | 銀 | 桂 | 香 | 九 |

| 9  | 8  | 7  | 6  | 5  | 4  | 3  | 2  | 1  |    |
| 香 | 桂 |    | 金 |    | 金 | 銀 | 桂 | 香 | 一 |
|    | 王 | 銀 |    | 飛 |    |    | 角 |    | 二 |
| 歩 | 歩 | 歩 | 歩 |    | 歩 |    | 歩 |    | 三 |
|    |    |    |    | 歩 |    | 歩 |    |    | 四 |
| 歩 |    |    |    |    |    |    |    | 歩 | 五 |
|    |    | 歩 |    | 歩 |    |    |    |    | 六 |
|    | 歩 | 角 | 歩 |    | 歩 | 歩 | 歩 | 歩 | 七 |
|    |    |    |    | 飛 |    |    | 玉 |    | 八 |
| 香 | 桂 | 銀 | 金 |    | 金 | 銀 | 桂 | 香 | 九 |

| 9  | 8  | 7  | 6  | 5  | 4  | 3  | 2  | 1  |    |
| 香 | 桂 |    | 金 |    | 金 |    | 桂 | 香 | 一 |
|    | 王 | 銀 |    | 飛 |    |    | 銀 |    | 二 |
| 歩 | 歩 | 歩 | 歩 |    | 歩 |    | 歩 |    | 三 |
|    |    |    |    | 歩 |    | 歩 |    |    | 四 |
| 歩 |    |    |    |    |    |    |    | 歩 | 五 |
|    |    | 歩 |    | 歩 |    |    |    |    | 六 |
|    | 歩 |    | 歩 |    | 歩 | 歩 | 歩 | 歩 | 七 |
|    |    |    | 銀 | 飛 |    | 銀 | 玉 |    | 八 |
| 香 | 桂 |    | 金 |    | 金 |    | 桂 | 香 | 九 |

| 9  | 8  | 7  | 6  | 5  | 4  | 3  | 2  | 1  |    |
| 香 | 桂 |    | 金 |    | 金 | 銀 | 桂 | 香 | 一 |
|    | 王 | 銀 |    | 飛 |    |    | 角 |    | 二 |
| 歩 | 歩 | 歩 | 歩 |    | 歩 |    | 歩 |    | 三 |
|    |    |    |    | 歩 |    |    |    |    | 四 |
| 歩 |    | 歩 |    |    |    | 歩 |    | 歩 | 五 |
|    |    |    |    | 歩 |    |    |    |    | 六 |
|    | 歩 |    | 歩 |    | 歩 | 歩 | 歩 | 歩 | 七 |
|    | 角 | 飛 |    |    |    | 銀 | 玉 |    | 八 |
| 香 | 桂 | 銀 | 金 |    | 金 |    | 桂 | 香 | 九 |

| 9  | 8  | 7  | 6  | 5  | 4  | 3  | 2  | 1  |    |
| 香 | 桂 | 銀 |    |    | 金 |    | 桂 | 香 | 一 |
|    |    | 王 | 金 |    |    |    |    |    | 二 |
| 歩 | 歩 | 歩 | 歩 |    | 歩 | 角 |    |    | 三 |
|    |    |    |    | 歩 | 銀 | 歩 | 飛 |    | 四 |
| 歩 |    |    |    |    |    |    |    | 歩 | 五 |
|    | 飛 | 歩 |    | 歩 | 銀 | 歩 |    |    | 六 |
|    |    | 角 | 歩 |    | 歩 |    | 歩 | 歩 | 七 |
|    |    |    |    |    |    | 銀 | 玉 |    | 八 |
| 香 | 桂 |    | 金 |    | 金 |    | 桂 | 香 | 九 |

| 9  | 8  | 7  | 6  | 5  | 4  | 3  | 2  | 1  |    |
| 王 | 桂 |    |    |    |    |    | 桂 | 香 | 一 |
| 香 | 銀 | 金 | 金 | 飛 |    |    | 銀 |    | 二 |
| 歩 | 歩 | 歩 | 歩 |    | 歩 |    | 歩 | 歩 | 三 |
|    |    |    |    | 歩 |    | 歩 |    |    | 四 |
| 歩 |    |    |    |    |    |    |    |    | 五 |
|    |    | 歩 |    | 歩 |    |    |    |    | 六 |
| 香 | 歩 | 桂 | 歩 |    | 歩 | 歩 | 歩 | 歩 | 七 |
| 飛 |    |    | 銀 |    | 金 | 玉 |    |    | 八 |
|    |    |    |    | 金 |    | 銀 | 桂 | 香 | 九 |

そして図で紹介した戦型を提示している。1-2図が主に先手が後手に角交換をさせる「相美濃▲7七角型」で、相中飛車基本図から、互いに美濃に囲い合い、端歩を詰め合って、▲7七角とする。基本図から△3三角など、後手が戦術としてマネ将棋を取り上げている。これは相中飛車の先後同型は一手早く指せる先手側が理屈の上で有利という感覚があるが、後手に実際に指されてみると意外に厄介であるためで、相中飛車のお互いが角道を開けている状態では先手側から▲6八銀と左銀を活用させるには、▲7七角とするか先手から交換するかであるが、△7七同角成▲同桂でやはり▲6八銀には△8八角がある。仮に先手は飛車を三間か向かい飛車などに振りなおすと、左銀が前線に加われない大駒だけの攻めとなっており、また後手から好機に中央から動かれることを念頭にして一手一手を慎重に指せば、対する後手は相手と同じ手を時間をかけずに追随するだけである。これは持ち時間が短い将棋であれば持ち時間に差が開き、焦る先手の疑問手を咎めるオウム指し戦略として知られる。
ただし続けた場合であってもこの戦型では▲4六銀に△6四銀では▲4五銀があるので△4四銀となって途中で真似が続かなくて、先手が▲6六角-▲7七桂（▲9四歩の端攻めをみている）の好形を得ることができるとしている。
また▲7七角型では基本図から後手に3つのパターンを紹介している。ひとつは△7七角成～△4二銀の場合。これには先手は▲8八飛が好手としている。他には基本図から△7七角成～△3三桂の場合で、先手は▲6六角の先着を念頭にする。▲6六角の位置は後手の9三の地点・敵陣の端をにらむ位置であり、端攻めを念頭にしている布陣。さらに基本図から△7七角成～△4四角と、後手が好所の角を先着する場合については先手は▲4六歩～▲4五歩から角を追って▲4六角を実現させるのを念頭にして進めることになる。
1-3図が主に先手から角交換する「角交換▲6八銀型」で、相中飛車基本図から互いに美濃に囲い合い、端歩を詰め合って▲2二角成～▲6八銀とする。自ら角交換することで手損になるが、左銀の差で先手は作戦勝ちを目指す指し方であり、先手は▲4六銀と活用できるが一歩で後手は△6四銀とはできずに△4四銀になること、つまり好所の△4四角が打てないことを作戦格子としている。杉本はこれについても後手の作戦パターンを3つ提示している。ひとつは基本図から▲6六角とする作戦で、互いに左の銀桂を活用して▲6六角の好位置に先着するのであるが、後手から先攻する手段と、先手のカウンターを紹介している。他には基本図から▲4六銀を後手が阻止作戦で、図から△4四角と先着して左銀を▲7七銀と上がらせようとしてくる手段。さらに基本図から先手の角成に後手△2二同銀ではなく△2二同飛として飛車を転換する指し方などを提示している。
1-4図は相中飛車基本図から、互いに美濃に囲い合い端歩を詰め合う他に▲7五歩△3五歩とお互いの三間筋を伸ばし、先手が▲7八飛とした戦術で、相中飛車から三間飛車に互いに三間に振り直す手段を紹介している。この戦型では中央の戦いは少ないため、飛車は機を見て振り直すのが前提となりまた端攻めには特に注意を配る必要もあり、この辺りは他の相振飛車戦と変わらないが、通常の相三間と違い、互いに5筋の歩を突いているので、歩交換から5四の横歩を取る筋が決め手になったり、逆に▲5四飛と横歩をすぐ取ると△7六角からの反撃があるなどカウンターを喰らったりすることがあるとしていることからの戦術で、5四の歩を取る狙いは▲5五角の筋が可能となることである。
これには5パターンの変化を紹介しており、変化図から中飛車からお互い相三間にした布陣から△3二飛▲7四歩△同歩で、以下▲同飛から▲5四飛の狙いがあり、互いに5筋を突いている美濃囲いであるのが通常の相三間と違うために生じる手段であるが、すぐには△7六角の筋での反撃が生じている。このため、変化図から△3二飛▲5八金左△5二金左としてから▲7四歩とすると、今後は△7六角の筋がない。また、変化図から▲8五歩・△2五歩型三間にする手段もあり、これは互いに8筋・2筋の歩を伸ばし、7筋・3筋の歩も伸ばしてから相三間にした場合で、▲7四飛から▲2四飛の展開を見込んでいる。この中飛車→相三間は、基本的に先手ペースになりやすいため、「相三間」ではなく、後手中飛車不動型・先手のみ三間から、後手が相三間にせず△5五歩と仕掛ける指し方、他に互いに端の突き越し、先手の9筋突き越しに対して、後手は1筋を突かず先に三間に振って先攻するつまり相三間ではなく、後手のみ三間にする指し方などを紹介している。
1-5図の向かい飛車転換型は、金無双や穴熊など相美濃以外の囲いの対抗で、これはプロ棋士なら仮に相中飛車を指すなら5筋、先手なら5七の地点が守られているので、飛を別筋に転回しやすいことから金無双を選択するということからである。
基本図は相金無双で、相向飛車に振り直すスタイルとなるが図の布陣では金無双の玉頭を突く▲3六歩として、相手からの銀交換を阻止しておく必要がある。他に紹介している布陣は、▲5六飛型は△3三角～△2二飛の作戦に対し、▲4六銀から▲5五歩△同歩▲同銀～▲5六飛で作戦勝ちの狙いがある。この他▲金無双vs△美濃、▲美濃（角交換～▲6八銀～▲4六銀～▲6六角を設置してスズメ刺し）vs△穴熊作戦が実現できる。また▲金無双vs△穴熊で、金無双は5七に金の利きがあるので、▲4六銀型にせずとも図5-1aのように低い陣形からのスズメ刺しが可能となるとしている。
中飛車での相振飛車、たとえば中飛車vs三間での中飛車左穴熊という作戦があるように、相中飛車でも左玉に構える手段もある。後手がこの作戦を行ってきた場合杉本は△4二玉を見たらすぐに角交換するのを勧めているが、これは後手の穴熊や左美濃を阻止する意味と、左銀の進出を素早く行うのと、駒の偏りを衝いての▲9六角（△9四角）の狙いがある。左玉では右銀が上がるため、後手なら△7四歩としてから△6二銀とするのが特有の手筋になる。単に△6二銀は▲8二角を喰らうためで、△7四歩～△6二銀としていれば、▲8二角には△7三角がある。
| 9  | 8  | 7  | 6  | 5  | 4  | 3  | 2  | 1  |    |
| 香 | 桂 |    | 金 |    | 金 |    | 桂 | 香 | 一 |
|    | 王 | 銀 |    | 飛 |    |    | 角 |    | 二 |
| 歩 | 歩 | 歩 | 歩 | 銀 | 歩 | 歩 | 歩 |    | 三 |
|    |    |    |    | 歩 |    |    |    |    | 四 |
| 歩 |    |    |    |    |    |    |    | 歩 | 五 |
|    |    | 歩 | 角 | 歩 |    |    |    |    | 六 |
|    | 歩 | 桂 | 歩 |    | 歩 | 歩 | 歩 | 歩 | 七 |
|    |    |    |    | 飛 |    | 銀 | 玉 |    | 八 |
| 香 |    | 銀 | 金 |    | 金 |    | 桂 | 香 | 九 |

| 9  | 8  | 7  | 6  | 5  | 4  | 3  | 2  | 1  |    |
| 香 | 桂 | 銀 | 金 | 王 | 金 |    | 桂 | 香 | 一 |
|    |    |    |    | 飛 |    |    | 角 |    | 二 |
| 歩 | 歩 | 歩 | 歩 | 銀 | 歩 |    | 歩 | 歩 | 三 |
|    |    |    |    | 歩 |    | 歩 |    |    | 四 |
|    |    |    |    |    |    |    |    |    | 五 |
|    |    |    |    | 歩 | 銀 |    |    |    | 六 |
| 歩 | 歩 | 歩 | 歩 |    | 歩 | 歩 | 歩 | 歩 | 七 |
|    | 角 |    |    | 飛 | 玉 |    |    |    | 八 |
| 香 | 桂 |    | 金 |    | 金 | 銀 | 桂 | 香 | 九 |

| 9  | 8  | 7  | 6  | 5  | 4  | 3  | 2  | 1  |    |
| 香 | 桂 | 銀 | 金 | 王 |    |    | 桂 | 香 | 一 |
|    |    |    |    | 飛 |    | 金 | 角 |    | 二 |
| 歩 | 歩 | 歩 | 歩 | 銀 | 歩 |    | 歩 | 歩 | 三 |
|    |    |    |    | 歩 |    | 歩 |    |    | 四 |
|    |    |    |    | 歩 |    |    |    |    | 五 |
| 歩 |    |    |    |    | 銀 |    |    |    | 六 |
| 角 | 歩 | 歩 | 歩 |    | 歩 | 歩 | 歩 | 歩 | 七 |
|    |    |    |    | 飛 |    |    |    |    | 八 |
| 香 | 桂 |    | 金 | 玉 | 金 | 銀 | 桂 | 香 | 九 |

一方で角道を開けない指し方もある。角道が開いていないほうが、序盤から左銀を先手番なら6八から5七、後手番であると4二から5三と活用できるメリットがあるためで、相手がこうした指し方をしてきたの場合は1-6図のように▲6六角から▲7七桂の好形を組むのが一つの例としてある。また先手が角道を開けずに1-7図のように素早く左銀を4六までもっていき、△4四銀を決めさせておいてから▲7六歩から▲6六角～7七桂を築く手段もある。
角道を開けない指し方では他に、銀をすばやく繰り出す「見せ槍銀」で角を端角で活用し中央に利かせる戦術もある。1-8図のような後手布陣であると先手が▲5五歩から仕掛け、以下後手△同歩に▲同銀△5四歩には▲5三角成から▲5四銀～▲5三銀打～▲6三銀成があり、このように進むと後手が受けきるのは容易ではない。
| 9  | 8  | 7  | 6  | 5  | 4  | 3  | 2  | 1  |    |
| 香 | 桂 | 銀 | 金 | 王 | 金 |    | 桂 | 香 | 一 |
|    |    |    |    | 飛 |    |    | 銀 |    | 二 |
| 歩 | 歩 | 歩 | 歩 |    | 歩 |    | 歩 | 歩 | 三 |
|    |    |    |    |    |    | 歩 |    |    | 四 |
|    |    |    | 角 | 歩 |    |    |    |    | 五 |
|    |    | 歩 |    |    |    |    |    |    | 六 |
| 歩 | 歩 |    | 歩 |    | 歩 | 歩 | 歩 | 歩 | 七 |
|    |    |    |    | 飛 |    |    |    |    | 八 |
| 香 | 桂 | 銀 | 金 | 玉 | 金 | 銀 | 桂 | 香 | 九 |

| 9  | 8  | 7  | 6  | 5  | 4  | 3  | 2  | 1  |    |
| 香 | 桂 | 銀 | 金 | 王 | 金 |    | 桂 | 香 | 一 |
|    |    |    |    | 飛 |    |    | 銀 |    | 二 |
| 歩 | 歩 | 歩 | 歩 |    | 歩 |    | 歩 | 歩 | 三 |
|    |    |    |    | 歩 |    | 歩 |    |    | 四 |
|    |    |    | 角 |    |    |    |    |    | 五 |
|    |    | 歩 |    | 歩 |    |    |    |    | 六 |
| 歩 | 歩 |    | 歩 |    | 歩 | 歩 | 歩 | 歩 | 七 |
|    |    |    |    | 飛 |    |    |    |    | 八 |
| 香 | 桂 | 銀 | 金 | 玉 | 金 | 銀 | 桂 | 香 | 九 |

| 9  | 8  | 7  | 6  | 5  | 4  | 3  | 2  | 1  |    |
| 香 | 桂 |    | 金 |    | 金 | 銀 | 桂 | 香 | 一 |
|    | 王 | 銀 |    | 飛 |    |    | 角 |    | 二 |
|    | 歩 | 歩 | 歩 |    | 歩 |    | 歩 | 歩 | 三 |
| 歩 |    |    |    | 歩 |    | 歩 |    |    | 四 |
|    |    |    |    |    |    |    |    |    | 五 |
| 歩 |    | 歩 | 歩 | 歩 |    |    |    |    | 六 |
|    | 歩 |    |    |    | 歩 | 歩 | 歩 | 歩 | 七 |
|    | 角 |    |    | 飛 |    | 銀 | 玉 |    | 八 |
| 香 | 桂 | 銀 | 金 |    | 金 |    | 桂 | 香 | 九 |

なお、相中飛車の変則的な序盤として、7手目角交換～▲5五歩～▲6五角（1-9図）と7手目角交換～▲6五角（1-10図）以下△7二銀に▲5五歩などの「筋違い角」がある。どちらも正確に指せば無理筋であるが、されたほうは知識として知っておく必要がある。駒組として後手2手目に△3四歩と角道を開けていると先手がこれを狙ってくる場合もあるが、もし初手▲5六歩に2手目に△5四歩で角道不開であれば以下▲5八飛△5二飛▲7六歩で△6二玉としておくと、前述の策を食らうことはない。以下▲5五歩△同歩▲同角には△4二銀で▲5三歩（△同飛では▲7三角成から▲5三飛成）を警戒しておく必要がある。
▲6五角もしくは△4五角という狙いは相中飛車また相美濃特有の手筋で、美濃の玉頭を向かい飛車＋棒銀に攻める時に6五角なら8三の地点に利き、決め手になりやすい。逆に△6五角もしくは▲4五角で、相手の向かい飛車の飛車先に効きが向かうので、▲7八金や△3二金を活用する必要がある。
1-11図のような美濃囲いで端を受けるのは、相振飛車ではほとんど得がないので、まずやってこないとされるが、やられた場合に咎め方を知らないと相手の主張を通してしまう。
▲9六歩に△9四歩の形の咎め方について、杉本はこれには▲6六歩と角道を止めてから▲7七角から▲9五歩～▲9八飛で咎める方法を解説している。この他に▲7七角△同角成（△4四歩ならば▲6六角から▲7七桂）▲同桂から▲8八銀～▲9七銀～▲8六銀～▲9五歩といった端棒銀が知られている。この順は後手番からの▲1六歩-△1四歩の攻略でも可能である。

## 相振り飛車の囲い
囲いは金無双・美濃囲い・矢倉囲い・穴熊囲い等を用いることが多い。
金無双
以前は相振り飛車の代表的囲いとされてきた囲い。銀将の位置が「壁銀（先手の場合2八、後手の場合8二と玉の逃げ道を塞ぐ形）」と呼ばれる悪形なので、昨今（2007年現在）は採用例が少なくなっている。
美濃囲い
通常の振り飛車の主流とされる囲い。四間飛車やヨコからの攻めに強いものの、端や玉頭が弱いため、相振り飛車ではあまり指されていなかった。この点はよく金無双と比較される。
しかし、後手三間飛車から先手矢倉に対する有力な仕掛けとして菅井竜也の再発見した菅井新手が流行すると、菅井新手対策としてあえて美濃囲いに組んで速攻を見せる対局が増えた。
矢倉囲い（右矢倉）
居飛車の場合とは左右逆の右側に囲うため、右矢倉と呼ばれることもある。上部に手厚いため、相振り飛車では評価の高い囲いである。
穴熊囲い
手数が掛かる欠点があるものの、その硬さから昨今は採用例が増えてきた囲い。

## 陽動相振り飛車
| 9  | 8  | 7  | 6  | 5  | 4  | 3  | 2  | 1  |    |
| 香 | 桂 | 銀 | 金 |    | 金 | 銀 | 桂 | 香 | 一 |
|    |    |    | 王 |    | 飛 |    | 角 |    | 二 |
| 歩 | 歩 | 歩 | 歩 | 歩 |    |    | 歩 | 歩 | 三 |
|    |    |    |    |    | 歩 | 歩 |    |    | 四 |
|    |    |    |    |    |    |    |    |    | 五 |
|    |    | 歩 |    |    |    |    | 歩 |    | 六 |
| 歩 | 歩 |    | 歩 | 歩 | 歩 | 歩 | 銀 | 歩 | 七 |
|    | 角 | 飛 |    |    |    |    |    |    | 八 |
| 香 | 桂 | 銀 | 金 | 玉 | 金 |    | 桂 | 香 | 九 |

図のように居飛車の出だしから相手が中飛車や四間飛車の場合に飛車を振って相振り飛車に陽動する指し方もある。もちろん三間飛車や向かい飛車であっても構わない。

### 雲隠れ玉型
相振り飛車の局面では図1-1から図1-3のように自陣から相手攻撃陣に働きかける策をとることがある。図1-1は守りの銀を繰り出し、相手の攻め駒の銀と変えていく指し方で、次に▲2六銀△同銀▲同歩から▲2七玉△3五銀▲2八玉といった策を狙っている。また図1-2から図1-3のように、局面によっては自陣を盛り上げて相手の攻撃態勢を緩和するといった指し方もある。この盛り上がり型と雲隠れ玉を応用したのが、図1-4から図1-6の例で、図1-4の角道を開けない棒銀策から▲3七桂-▲2七玉の珍形を経て図1-5のように飛車を振り、図1-6に構える指し方もある。後手も△7四歩▲同歩△同銀から盛り上がれば▲6八銀△7五歩▲6六歩で次に▲6七銀から▲7六歩で位を目標に戦うなどの展開になる。先手の陣の▲2五歩-2六銀-3七桂は上部に厚く、後手陣の四間飛車であると攻めの手がかりがつくりにくくなっている。また先手陣は飛車を振ってから局面をリードするには図1-5以降は▲7五歩を早く突くことで、上部に厚い矢倉に組まれるのを防ぐ必要がある。
| 9  | 8  | 7  | 6  | 5  | 4  | 3  | 2  | 1  |    |
| 香 | 桂 | 王 |    |    |    |    | 桂 | 香 | 一 |
|    |    | 金 |    | 金 |    | 飛 |    |    | 二 |
| 歩 | 歩 | 銀 | 歩 | 歩 |    |    |    |    | 三 |
|    |    | 歩 |    | 銀 | 歩 |    | 角 | 歩 | 四 |
|    |    |    |    |    |    | 銀 |    |    | 五 |
|    |    | 歩 | 歩 | 銀 |    |    |    | 歩 | 六 |
| 歩 |    | 角 |    | 歩 | 歩 | 歩 | 歩 | 銀 | 七 |
|    | 飛 |    |    | 金 | 金 | 玉 |    |    | 八 |
| 香 | 桂 |    |    |    |    |    | 桂 | 香 | 九 |

| 9  | 8  | 7  | 6  | 5  | 4  | 3  | 2  | 1  |    |
| 香 | 桂 | 王 |    |    |    |    | 桂 | 香 | 一 |
|    |    | 金 |    | 金 |    |    | 飛 |    | 二 |
|    | 歩 | 銀 | 歩 | 歩 |    |    |    |    | 三 |
| 歩 |    | 歩 |    | 銀 | 歩 | 歩 | 角 | 歩 | 四 |
|    | 歩 |    |    |    |    |    | 歩 |    | 五 |
|    |    | 歩 | 歩 | 銀 | 歩 | 歩 | 歩 | 歩 | 六 |
| 歩 |    | 角 |    | 歩 | 金 | 銀 |    |    | 七 |
|    | 飛 |    |    |    |    | 玉 |    |    | 八 |
| 香 | 桂 |    |    |    | 金 |    | 桂 | 香 | 九 |

| 9  | 8  | 7  | 6  | 5  | 4  | 3  | 2  | 1  |    |
| 香 | 桂 | 王 |    |    |    |    | 桂 | 香 | 一 |
|    |    | 金 |    | 金 |    |    | 飛 |    | 二 |
|    | 歩 | 銀 | 歩 | 歩 |    | 角 |    |    | 三 |
| 歩 |    | 歩 |    | 銀 | 歩 | 歩 |    | 歩 | 四 |
|    | 歩 |    |    |    |    |    | 歩 |    | 五 |
|    |    | 歩 | 歩 | 銀 | 歩 | 歩 | 銀 | 歩 | 六 |
| 歩 |    | 角 |    | 歩 | 金 |    |    |    | 七 |
|    | 飛 |    |    |    |    | 玉 |    |    | 八 |
| 香 | 桂 |    |    |    | 金 |    | 桂 | 香 | 九 |

| 9  | 8  | 7  | 6  | 5  | 4  | 3  | 2  | 1  |    |
| 香 | 桂 | 銀 | 金 | 王 | 金 |    | 桂 | 香 | 一 |
|    |    |    |    |    | 飛 |    |    |    | 二 |
| 歩 | 歩 | 歩 | 歩 | 歩 | 銀 | 角 | 歩 | 歩 | 三 |
|    |    |    |    |    | 歩 | 歩 |    |    | 四 |
|    |    |    |    |    |    |    | 歩 |    | 五 |
|    |    |    |    |    |    | 歩 | 銀 |    | 六 |
| 歩 | 歩 | 歩 | 歩 | 歩 | 歩 |    |    | 歩 | 七 |
|    | 角 |    |    |    |    |    | 飛 |    | 八 |
| 香 | 桂 | 銀 | 金 | 玉 | 金 |    | 桂 | 香 | 九 |

| 9  | 8  | 7  | 6  | 5  | 4  | 3  | 2  | 1  |    |
| 香 | 桂 |    | 金 |    |    |    | 桂 | 香 | 一 |
|    | 王 | 銀 |    | 金 | 飛 |    |    |    | 二 |
| 歩 | 歩 | 歩 | 歩 | 歩 | 銀 | 角 | 歩 | 歩 | 三 |
|    |    |    |    |    | 歩 | 歩 |    |    | 四 |
|    |    |    |    |    |    |    | 歩 |    | 五 |
|    |    | 歩 |    |    |    | 歩 | 銀 |    | 六 |
| 歩 | 歩 |    | 歩 | 歩 | 歩 | 桂 | 玉 | 歩 | 七 |
|    | 角 | 飛 |    |    |    |    |    |    | 八 |
| 香 | 桂 | 銀 | 金 |    | 金 |    |    | 香 | 九 |

| 9  | 8  | 7  | 6  | 5  | 4  | 3  | 2  | 1  |    |
| 香 | 桂 |    |    |    |    |    | 桂 | 香 | 一 |
|    | 王 | 金 |    |    | 飛 |    |    |    | 二 |
|    | 銀 | 歩 | 金 | 歩 | 銀 | 角 | 歩 |    | 三 |
| 歩 | 歩 |    | 歩 |    | 歩 | 歩 |    | 歩 | 四 |
|    |    | 歩 |    |    |    |    | 歩 |    | 五 |
| 歩 |    |    |    |    | 歩 | 歩 | 銀 | 歩 | 六 |
|    | 歩 |    | 歩 | 歩 | 金 | 桂 | 玉 |    | 七 |
|    | 角 | 飛 |    |    |    | 金 |    |    | 八 |
| 香 | 桂 | 銀 |    |    |    |    |    | 香 | 九 |